# NGC 7683
NGC 7683 este o galaxie situată în constelația Pegas. A fost descoperită în 1865 de către . Se află la o distanță de 50,8 de megaparseci de Pământ.